# Anirídia
L'anirídia és una malaltia panocular, bilateral i poc freqüent. Si bé "anirídia" significa manca d'iris, sempre existeix un iris rudimentari. Pot haver-hi hipoplàsia total o parcial d'aquest i acompanyar-se d'hipoplàsia foveal o del nervi òptic generant un nistagme congènit sensorial. L'agudesa visual és de 20/100 o pitjor. Posteriorment en la infància poden aparèixer-hi cataractes, glaucoma i opacificació corneal que poden empitjorar la visió.

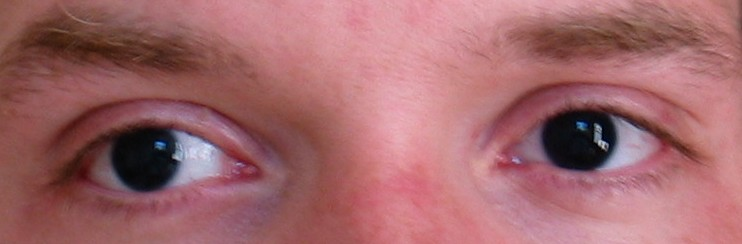
Anirídia

Pot cursar amb altres alteracions sistèmiques més excepcionals com afectacions renals o endarreriment mental. És una malaltia congènita i hereditària. Es transmet al 50% dels descendents d'una forma autosòmica dominant.
Produïda per deleció del gen PAX 6 del cromosoma 11-p13, (tumor de Wilms) que provoca la falta de desenvolupament en el globus ocular.

## Tractament
Actualment, no existeix un tractament que englobi tots els símptomes de l'anirídia, per això cal tractar cada símptoma individualment. El primer pas són les ajudes optomètriques (ulleres) per millorar-ne la qualitat de visió. També existeixen tractaments farmacològics per a solucionar les queratopaties (ull sec) i el glaucoma. En el cas d'ull sec es poden subministrar sèrums autològics que són rics en factors de creixement epitelial (substància P) i diferenciació de les cèl·lules de la còrnia. Per al glaucoma, fàrmacs que en disminueixen la pressió intraocular.
Alguns afectats recorren a la cirurgia. Existeixen diverses intervencions depenent del símptoma que hi presentin:
- Operació de cataractes
- Trabeculectomia: creació d'una vàlvula de drenatge a l'ull per la sortida d'humor aquós
- Implantació d'una lent intraocular (lent de Morcher): reducció de la fotofòbia

En els casos més greus, danys en la superfície ocular, es recorre a trasplantaments de còrnia i de membrana amniòtica (TMA). Aquest últim té avantatges clíniques i millora la matriu extracel·lular de les cèl·lules limbars. En tractar-se d'una malaltia bilateral, no es pot fer autotransplantaments, per això cal recórrer a familiars amb una alta compatibilitat HLA o a donants cadàvers. Els empelts que provenen de familiars redueixen el risc de rebuig però aquests són de menor mida. Per una altra banda, els empelts procedents de cadàvers són de major mida, però el risc de rebuig és major. Si es produís un rebuig s'hauria de recórrer a ajudes optomètriques: telescopi, microscopi, lupa i telelupa.
Actualment, els pacients amb anirídia poden optar per la implantació d'un iris artificial fet de silicona quirúrgica. La tècnica no ha tingut molt d'èxit a causa dels resultats estètics. L'iris de silicona llueix molt poc natural, per això és fàcil detectar-lo a simple vista.